# 詹姆斯·胡克
詹姆斯·胡克（英語：James Hook；1985年6月27日—）是一位威爾斯橄欖球運動員。他是威爾斯國家橄欖球隊的一員，代表威爾斯參加了2015年世界盃橄欖球賽。